# Lista de clubes inspirados no Avaí Futebol Clube
Neste artigo, lista-se clubes inspirados no Avaí Futebol Clube, que por sua fama estadual e nacional serviu de inspiração para criação de diversos clubes no Brasil. Por enquanto, estão catalogados 6 clubes.

## Clubes inspirados no Avaí

### Santa Catarina
- Avante de Santo Antônio de Lisboa/Florianópolis, cores azul e branco.[1]
- Avaí Esporte Clube de Guaramirim[2]*.
- Avaí Esporte Clube de Joinville[3]*.
- Avaí Futebol Clube de Laguna[4]*.
- Avaí Futebol Clube de Rio das Antas[5]*.

### Rio Grande do Sul
- Sociedade Esportiva Avaí de São Leopoldo.[6]

*Todos os escudos dos times foram inspirados no escudo oficial do Avaí Futebol Clube.

## Homônimos no Brasil
- Avaí, município do estado de São Paulo.[7]